# Johanna Dost
Johanna Dost (* 1987) ist eine deutsche Film- und Theaterschauspielerin und Synchronsprecherin.

## Leben
Dost studierte zunächst von September 2003 bis September 2007 am Konservatorium Georg Friedrich Händel Halle klassischen Gesang, parallel war sie an der Compania Bella SoSo beschäftigt. Es folgte ein Studium von 2007 bis 2010 an der Joop van den Ende Academy.
Dost lebt in Berlin.

## Filmographie
- 2014: Deutsche Bahn – Hanna will`s wissen
- 2014: Mensch, Hanna!
- 2014: Die unwahrscheinlichen Ereignisse im Leben von …
- 2015: Inseparabel
- 2015–2016: Großstadtrevier
- 2015: Sechseinhalb Küchen
- 2015: Komm schon!
- 2016: Triple Ex
- 2016: 1000 Mexikaner
- 2017: Bad Cop – kriminell gut
- 2017: Nix Festes
- 2018: Billy Kuckuck – Margot muss bleiben!
- 2017–2018: Rote Rosen
- 2021: Tatort: Borowski und die Angst der weißen Männer

## Theater
- 1998–2002: Steintor-Varieté Halle
- 2004–2007: Compania Bella SoSo
- 2010: Kehrwieder Theater Hamburg
- 2012: Deutsches Theater München
- 2013: Shows&Concepts
- 2013–2014: Theater Kiel
- 2015: MCE Musical Creations Entertainment GmbH

## Synchronisation (Auswahl)
- 2015: Barely Lethal
- 2016: Boy Machine
- 2016: XOXO
- 2016: Tidsrejsen
- 2016: TripTank
- 2017: My Mad Fat Diary
- 2017–2022: Ozark (Fernsehserie)
- 2019: Neon Genesis Evangelion 2. Synchronisation für Netflix als Asuka Langley
- 2020: The Prom
- 2021: Navy CIS für Grace Powell … als Joyce und Anna Grace Barlow als Karen alias Sasha Myshkin
- 2022: Romantic Killer … für Rie Takahashi als Anzu Hoshino